# Uwe Bein
Uwe Bein (* 26. září 1960) je bývalý německý fotbalista.

## Reprezentační kariéra
Uwe Bein odehrál 17 reprezentačních utkání (za Západní Německo a později sjednocené Německo) a vstřelil v nich tři góly. S německou reprezentací se zúčastnil Mistrovství světa 1990.

## Statistiky
Zápasy Uwe Beina v A-mužstvu Německa (resp. Západ. Německa)
| Roky   | Záp. | Góly |
| ------ | ---- | ---- |
| 1989   | 2    | 0    |
| 1990   | 10   | 3    |
| 1991   | 1    | 0    |
| 1992   | 1    | 0    |
| 1993   | 3    | 0    |
| Celkem | 17   | 3    |